# Breitenthal (Hunsrück)
Breitenthal (Hunsrück) – miejscowość i gmina w Niemczech, w kraju związkowym Nadrenia-Palatynat, w powiecie Birkenfeld, wchodzi w skład gminy związkowej Herrstein-Rhaunen. Do 31 grudnia 2019 wchodziła w skład gminy związkowej Herrstein.

## Współpraca
Miejscowość partnerska:
- Breitenthal, Bawaria